# Anime năm 2017
| Anime theo năm |      |      |      |      |      |         |
| ...2014        | 2015 | 2016 | 2017 | 2018 | 2019 | 2020... |

Dưới đây là danh sách anime (bao gồm anime truyền hình dài tập, phim anime chiếu rạp, ONA, OVA) ra mắt trong năm 2017.

## Phim chiếu rạp
| Ngày công chiếu | Tựa đề                                                                 | Hãng sản xuất     | Đạo diễn                          | Thời lượng | Ng     |
| --------------- | ---------------------------------------------------------------------- | ----------------- | --------------------------------- | ---------- | ------ |
| 6 tháng 1       | Kizumonogatari III: Reiketsu-hen                                       | Shaft             | Shinbo Akiyuki, Tatsuya Oishi     | 83 phút    | [ 1 ]  |
| 7 tháng 1       | Kōtetsujō no Kabaneri: Moeru Inochi                                    | Wit Studio        | Araki Tetsurō                     | 104 phút   | [ 2 ]  |
| 21 tháng 1      | Kuroshitsuji: Book of the Atlantic                                     | A-1 Pictures      | Abe Noriyuki                      | 100 phút   | [ 3 ]  |
| 3 tháng 2       | Gyakusatsu Kikan                                                       | Manglobe          | Shukō Murase                      | 114 phút   | [ 4 ]  |
| 11 tháng 2      | Ao Oni The Animation                                                   | Studio Deen       | Hamamura Toshirō                  | 60 phút    | [ 5 ]  |
| 18 tháng 2      | Sword Art Online: Ranh giới hư ảo                                      | A-1 Pictures      | Itō Tomohiko                      | 120 phút   | [ 6 ]  |
| 25 tháng 2      | Digimon Adventure tri. 4: Soushitsu                                    | Toei Animation    | Motonaga Keitaro                  | 78 phút    | [ 7 ]  |
| 4 tháng 3       | Doraemon: Nobita và chuyến thám hiểm Nam Cực Kachi Kochi               | Shin-Ei Animation | Takahashi Atsushi                 | 101 phút   | [ 8 ]  |
| 7 tháng 4       | Yoru wa Mijikashi Aruke yo Otome                                       | Science Saru      | Masaaki Yuasa                     | 93 phút    | [ 9 ]  |
| 15 tháng 4      | Shin – Cậu bé bút chì: Cuộc xâm lăng của người ngoài hành tinh Shiriri | TMS Entertainment | Hashimoto Masakazu                | 103 phút   | [ 10 ] |
| 15 tháng 4      | Thám tử lừng danh Conan: Bản tình ca màu đỏ thẫm                       | TMS Entertainment | Kobun Shizuno                     | 112 phút   | [ 11 ] |
| 6 tháng 5       | Gekijōban Fairy Tail: Dragon Cry                                       | A-1 Pictures      | Yonemura Shōji                    | 85 phút    | [ 12 ] |
| 19 tháng 5      | Yoaketsugeru Rū no Uta                                                 | Science Saru      | Yuasa Masaaki                     | 112 phút   | [ 13 ] |
| 17 tháng 6      | Bất thường tại trường phép thuật: Cô gái triệu hồi những vì sao        | 8-Bit             | Yoshida Risako                    | 90 phút    | [ 14 ] |
| 15 tháng 7      | No Game No Life: Zero                                                  | Madhouse          | Atsuko Ishizuka                   | 105 phút   | [ 15 ] |
| 15 tháng 7      | Pokémon the Movie: Tớ chọn cậu                                         | OLM               | Yuyama Kunihiko                   | 97 phút    | [ 16 ] |
| 18 tháng 8      | Pháo hoa, nên ngắm từ dưới hay bên cạnh?                               | Shaft             | Shinbo Akiyuki, Takeuchi Nobuyuki | 90 phút    | [ 17 ] |
| 26 tháng 8      | Fate/kaleid liner Prisma Illya: Sekka no Chikai                        | Silver Link       | Ōnuma Shin                        | 90 phút    | [ 18 ] |
| 30 tháng 9      | Digimon Adventure tri. 5: Kyousei                                      | Toei Animation    | Motonaga Keitaro                  | 85 phút    | [ 19 ] |
| 14 tháng 10     | Fate/stay night: Heaven's Feel I.presage flower                        | Ufotable          | Sudō Tomonori                     | 120 phút   | [ 20 ] |
| 11 tháng 11     | Haikara-san ga Tōru Zenpen: Benio, Hana no 17-sai                      | Nippon Animation  | Furuhashi Kazuhiro                | 97 phút    | [ 21 ] |
| 17 tháng 11     | Godzilla: Kaijū Wakusei                                                | Polygon Pictures  | Shizuno Kōbun                     | 88 phút    | [ 22 ] |
| 9 tháng 12      | Girls&Panzer: Saishuushou (phần 1)                                     | Actas             | Mizushima Tsutomu                 | 47 phút    | [ 23 ] |

## Phim truyền hình

### Tháng 1 - tháng 3
| Ngày phát sóng               | Tựa đề                                 | Số tập | Hãng sản xuất                      | Đạo diễn                          | Ng     |
| ---------------------------- | -------------------------------------- | ------ | ---------------------------------- | --------------------------------- | ------ |
| 3 tháng 1 – 21 tháng 3       | Ai Mai Mi: Surgical Friends            | 12     | Seven                              | Imazaki Itsuki                    | [ 24 ] |
| 4 tháng 1 – 29 tháng 3       | Akiba's Trip the Animation             | 13     | Gonzo                              | Ikehata Hiroshi                   | [ 25 ] |
| 5 tháng 1 – 23 tháng 3       | Masamune-kun no Revenge                | 12     | Silver Link                        | Minato Mirai                      | [ 26 ] |
| 5 tháng 1 – 23 tháng 3       | Seiren                                 | 12     | Studio Gokumi, AXsiZ               | Kobayashi Tomoki                  | [ 27 ] |
| 5 tháng 1 – 23 tháng 3       | Urara Meirocho                         | 12     | J.C.Staff                          | Suzuki Youhei                     | [ 28 ] |
| 6 tháng 1 – 24 tháng 3       | Fuuka                                  | 12     | diomedéa                           | Kusakawa Keizō                    | [ 29 ] |
| 6 tháng 1 – 15 tháng 5       | Minami Kamakura kōkō joshi jitensha-Bu | 13     | J.C.Staff, A.C.G.T                 | Kudo Susumu                       | [ 30 ] |
| 6 tháng 1 – 31 tháng 3       | Tanya chiến ký                         | 12     | NUT                                | Uemura Yutaka                     | [ 31 ] |
| 7 tháng 1 – 25 tháng 3       | Ao no Exorcist: Kyoto Fujouou-hen      | 12     | A-1 Pictures                       | Hatsumi Koichi                    | [ 32 ] |
| 7 tháng 1 – 26 tháng 3       | Demi-chan wa Kataritai                 | 12     | A-1 Pictures                       | Andou Ryou                        | [ 33 ] |
| 7 tháng 1 – 1 tháng 4        | Schoolgirl Strikers Animation Channel  | 13     | J.C.Staff                          | Nishikiori Hiroshi                | [ 34 ] |
| 8 tháng 1– 25 tháng 3        | Chain Chronicle: Haecceitas no Hikari  | 12     | Telecom Animation Film, Graphinica | Kudō Masashi                      | [ 35 ] |
| 8 tháng 1 – 26 tháng 3       | ēlDLIVE                                | 12     | Pierrot                            | Furuta Takeshi, Tanaka Tomoya     | [ 36 ] |
| 8 tháng 1 – 27 tháng 3       | Idol Jihen                             | 12     | MAPPA, Studio VOLN                 | Yoshida Daisuke                   | [ 37 ] |
| 8 tháng 1 – 26 tháng 3       | Nyanko Days                            | 12     | EMT Squared                        | Hiraike Yoshimasa                 | [ 38 ] |
| 8 tháng 1 – 29 tháng 4       | Tales of Zestiria the X (mùa 2)        | 13     | Ufotable                           | Sotozaki Haruo                    | [ 39 ] |
| 9 tháng 1 – 26 tháng 6       | Little Witch Academia                  | 25     | Trigger                            | Yoshinari Yō                      | [ 40 ] |
| 9 tháng 1 – 27 tháng 3       | Gabriel DropOut                        | 12     | Doga Kobo                          | Masahiko Ōta                      | [ 41 ] |
| 10 tháng 1 – 28 tháng 3      | ACCA: 13-ku Kansatsu-ka                | 12     | Madhouse                           | Natsume Shingo                    | [ 42 ] |
| 10 tháng 1 – 28 tháng 3      | Hand Shakers                           | 12     | GoHands                            | Suzuki Shingo, Kanazawa Hiromichi | [ 43 ] |
| 10 tháng 1 – 28 tháng 3      | Kemono Friends                         | 12     | Yaoyorozu                          | Tatsuki                           | [ 44 ] |
| 10 tháng 1 – 26 tháng 6      | Yowamushi Pedal: New Generation        | 25     | TMS/8PAN                           | Nabeshima Osamu                   | [ 45 ] |
| 11 tháng 1 – 29 tháng 3      | Chaos;Child                            | 12     | Silver Link                        | Jimbo Masato                      | [ 46 ] |
| 11 tháng 1 – 29 tháng 3      | One Room (mùa 1)                       | 12     | Typhoon Graphics                   | Sakuma Takashi                    | [ 47 ] |
| 11 tháng 1 – 29 tháng 3      | Piacevole!                             | 12     | Zero-G                             | Hiroaki Sakurai                   | [ 48 ] |
| 12 tháng 1 – 6 tháng 4       | Kobayashi-san Chi no Maid Dragon       | 13     | Kyōto Animation                    | Takato Yasuhiro                   | [ 49 ] |
| 12 tháng 1 – 30 tháng 3      | Kuzu no honkai                         | 12     | Lerche                             | Masaomi Ando                      | [ 50 ] |
| 21 tháng 1 – 22 tháng 4      | BanG Dream!                            | 13     | Issen, Xebec                       | Ootsuki Atsushi                   | [ 51 ] |
| 5 tháng 2 – 28 tháng 1, 2018 | KiraKira☆Pretty Cure A La Mode         | 49     | Toei Animation                     | Kureta Kohei, Kaizawa Yukio       | [ 52 ] |
| 18 tháng 2 – 25 tháng 2      | Ryū no haisha                          | 2      | Khara                              | Tsurumaki Kazuya                  | [ 53 ] |

### Tháng 4 - tháng 6
| Ngày phát sóng                | Tựa đề                                                                        | Số tập | Hãng sản xuất                    | Đạo diễn                         | Ng     |
| ----------------------------- | ----------------------------------------------------------------------------- | ------ | -------------------------------- | -------------------------------- | ------ |
| 4 tháng 1 – 17 tháng 6        | Shingeki no Kyojin (mùa 2)                                                    | 12     | Wit Studio, Production I.G       | Araki Tetsurō, Koizuka Masashi   | [ 54 ] |
| 1 tháng 4 – 31 tháng 3, 2018  | Future Card Buddyfight X                                                      | 52     | OLM, Xebec                       | Ikeda Shigetaka                  | [ 55 ] |
| 1 tháng 4 – 30 tháng 9        | Học viện siêu anh hùng (mùa 2)                                                | 25     | Bones                            | Nagasaki Kenji                   | [ 56 ] |
| 1 tháng 4 – 17 tháng 6        | Gin no Guardian                                                               | 12     | Emon                             | Oukura Masahiko                  | [ 57 ] |
| 2 tháng 4 – 25 tháng 6        | Alice to Zōroku                                                               | 12     | J.C.Staff                        | Sakurabi Katsushi                | [ 58 ] |
| 2 tháng 4 – 25 tháng 6        | Granblue Fantasy The Animation                                                | 12     | A-1 Pictures                     | Kurata Ayako, Itou Yuuki         | [ 59 ] |
| 3 tháng 4 – 26 tháng 3, 2018  | Beyblade Burst Evolution                                                      | 51     | OLM                              | Akiyama Katsuhito                | [ 60 ] |
| 3 tháng 4 – 19 tháng 6        | Frame Arms Girl                                                               | 12     | Zexcs, Studio A-Cat              | Kawaguchi Keiichiro              | [ 61 ] |
| 3 tháng 4 – 19 tháng 6        | Warau seerusuman NEW                                                          | 12     | Shin-Ei Animation                | Ogura Hirofumi                   | [ 62 ] |
| 3 tháng 4 – 19 tháng 6        | Tsugumomo                                                                     | 12     | Zero-G                           | Kuraya Ryōichi                   | [ 63 ] |
| 4 tháng 4 – 20 tháng 6        | Roku de nashi Majutsu Koushi to Akashic Record                                | 12     | Liden Films                      | Kazuto Minato                    | [ 64 ] |
| 4 tháng 4 – 27 tháng 3, 2018  | Idol Time PriPara                                                             | 51     | Tatsunoko Production,Dongwoo A&E | Moriwaki Makoto                  | [ 65 ] |
| 4 tháng 4 – 20 tháng 6        | Ōshitsu Kyōshi Haine                                                          | 12     | Bridge                           | Kikuchi Katsuya                  | [ 66 ] |
| 5 tháng 4 – 21 tháng 6        | Busō Shōjo Machiavellism                                                      | 12     | Silver Link                      | Tachibana Hideki                 | [ 67 ] |
| 5 tháng 4 – 26 tháng 3, 2023  | Boruto – Naruto hậu sinh khả úy (phần 1)                                      | 293    | Pierrot                          | Abe Noriyuki, Hiroyuki Yamashita | [ 68 ] |
| 5 tháng 4 – 13 tháng 9        | Sagrada Reset                                                                 | 24     | David Production                 | Kawatsura Shinya                 | [ 69 ] |
| 5 tháng 4 – 20 tháng 9        | Sakura Quest                                                                  | 25     | P.A.Works                        | Masui Soichi                     | [ 70 ] |
| 6 tháng 4 – 22 tháng 6        | Clockwork Planet                                                              | 12     | Xebec                            | Nagasawa Tsuyoshi                | [ 71 ] |
| 6 tháng 4 – 22 tháng 6        | Kabukibu!                                                                     | 12     | Studio Deen                      | Kazuhiro Yoneda                  | [ 72 ] |
| 6 tháng 4 – 22 tháng 6        | Ren'ai Bōkun                                                                  | 12     | EMT Squared                      | Nigorikawa Atsushi               | [ 73 ] |
| 6 tháng 4 – 29 tháng 6        | Tsuki ga Kirei                                                                | 12     | Feel                             | Seiji Kishi                      | [ 74 ] |
| 7 tháng 4– 23 tháng 6         | Hinako Note                                                                   | 12     | Passione                         | Takahashi Takeo, Kitahata Toru   | [ 75 ] |
| 7 tháng 4 – 30 tháng 6        | Seikai Suru Kado                                                              | 12     | Toei Animation                   | Murata Kazuya                    | [ 76 ] |
| 7 tháng 4 – 29 tháng 9        | Shingeki no Bahamut: Virgin Soul (mùa 2)                                      | 24     | MAPPA                            | Sato Keiichi                     | [ 77 ] |
| 7 tháng 4 – 30 tháng 3, 2018  | Rilu Rilu Fairilu: Mahō no Kagami                                             | 51     | Studio Deen                      | Imanaka Nana, Gojo Sakura        | [ 78 ] |
| 7 tháng 4 – 23 tháng 6        | Twin Angel Break                                                              | 12     | J.C.Staff                        | Iwasaki Yoshiaki                 | [ 79 ] |
| 8 tháng 4 – 24 tháng 6        | Eromanga Sensei                                                               | 12     | A-1 Pictures                     | Takeshita Ryohei                 | [ 80 ] |
| 8 tháng 4 – 16 tháng 9        | Re:Creators                                                                   | 22     | Troyca                           | Aoki Ei                          | [ 81 ] |
| 9 tháng 4 – 25 tháng 6        | ID-0                                                                          | 12     | Sanzigen                         | Taniguchi Gorō                   | [ 82 ] |
| 9 tháng 4 – 25 tháng 6        | Uchōten Kazoku (mùa 2)                                                        | 12     | P.A.Works                        | Yoshihara Masayuki               | [ 83 ] |
| 10 tháng 4 – 26 tháng 6       | Zero kara hajimeru mahō no sho                                                | 12     | White Fox                        | Hirakawa Tetsuo                  | [ 84 ] |
| 11 tháng 4 – 27 tháng 6       | Fukumenkei Noise                                                              | 12     | Brain's Base                     | Takahashi Hideya                 | [ 85 ] |
| 11 tháng 4 – 27 tháng 6       | Shūmatsu nani shitemasu ka?                                                   | 12     | Satelight, C2C                   | Wada Jun'ichi                    | [ 86 ] |
| 12 tháng 4 – 28 tháng 6       | Kenka Bancho Otome: Girl Beats Boys                                           | 12     | A-Real, Project No.9             | Saito Noriaki                    | [ 87 ] |
| 12 tháng 4 – 28 tháng 6       | Room Mate                                                                     | 12     | Typhoon Graphics                 | Sakuma Takashi                   | [ 88 ] |
| 14 tháng 4 – 23 tháng 6       | Saenai Heroine no Sodatekata ♭                                                | 11     | A-1 Pictures                     | Kamei Kanta                      | [ 89 ] |
| 14 tháng 4 – 30 tháng 6       | Dungeon ni deai o motomeru no wa machigatteiru darō ka gaiden: Sword Oratoria | 12     | J.C.Staff                        | Suzuki Yōhei                     | [ 90 ] |
| 14 tháng 4 – 29 tháng 7       | Sin Nanatsu no Taizai                                                         | 12     | Artland, TNK                     | Yoshimoto Kinji                  | [ 91 ] |
| 15 tháng 4 – 16 tháng 12      | 100% Pascal-sensei                                                            | 36     | OLM                              | Miura Yo                         | [ 92 ] |
| 15 tháng 4 – 8 tháng 7        | Atom: The Beginning                                                           | 12     | OLM, Production I.G, Signal.MD   | Motohiro Katsuyuki, Satō Tatsuo  | [ 93 ] |
| 15 tháng 4 – 16 tháng 12      | PriPri Chi-chan!!                                                             | 36     | OLM                              | Ikezoe Takahiro                  |        |
| 15 tháng 4 – 23 tháng 12      | Tomica Hyper Rescue Drive Head Kidō Kyūkyū Keisatsu                           | 37     | OLM, Xebec                       | Takao Kato                       | [ 94 ] |
| 10 tháng 5 – 25 tháng 9, 2019 | Yu-Gi-Oh! VRAINS                                                              | 120    | Gallop                           | Hosoda Masahiro, Asano Katsuya   | [ 95 ] |

### Tháng 7 - tháng 9
| Ngày phát sóng           | Tựa đề                                       | Số tập | Hãng sản xuất                  | Đạo diễn                        | Ng      |
| ------------------------ | -------------------------------------------- | ------ | ------------------------------ | ------------------------------- | ------- |
| 7 tháng 1 – 23 tháng 9   | Hina Logi: From Luck & Logic                 | 12     | Doga Kobo                      | Akagi Hiroaki                   | [ 96 ]  |
| 1 tháng 7 – 23 tháng 9   | Kakegurui                                    | 12     | MAPPA                          | Hayashi Yuichiro                | [ 97 ]  |
| 1 tháng 7 – 23 tháng 9   | Katsugeki/Touken Ranbu                       | 13     | Ufotable                       | Toshiyuki Shirai                | [ 98 ]  |
| 1 tháng 7 – 30 tháng 9   | Senki Zesshō Symphogear AXZ                  | 13     | Satelight                      | Ono Katsumi                     | [ 99 ]  |
| 2 tháng 7 – 17 tháng 9   | Battle Girl High School                      | 12     | Silver Link                    | Akitaya Noriaki                 | [ 100 ] |
| 2 tháng 7 – 17 tháng 9   | Keppeki Danshi! Aoyama-kun                   | 12     | Studio Hibari                  | Ichikawa Kazuya                 | [ 101 ] |
| 2 tháng 7 – 30 tháng 12  | Fate/Apocrypha                               | 25     | A-1 Pictures                   | Asai Yoshiyuki                  | [ 102 ] |
| 2 tháng 7 – 24 tháng 9   | Knight's & Magic                             | 13     | 8-Bit                          | Yamamoto Yusuke                 | [ 103 ] |
| 3 tháng 7 – 25 tháng 12  | Yōkai Apartment no Yūga na Nichijō           | 26     | Shin-Ei Animation              | Hashimoto Mitsuo                | [ 104 ] |
| 3 tháng 7 – 18 tháng 9   | Isekai Shokudō                               | 12     | Silver Link                    | Jinbo Masato                    | [ 105 ] |
| 4 tháng 7 – 19 tháng 9   | Aho-Girl                                     | 12     | Diomedéa                       | Kusakawa Keizō, Tamaki Shingo   | [ 106 ] |
| 4 tháng 7 – 19 tháng 9   | Koi to Uso                                   | 12     | Liden Films                    | Takuno Seiki                    | [ 107 ] |
| 4 tháng 7 – 19 tháng 9   | Nana Maru San Batsu                          | 12     | TMS Entertainment              | Ōzora Masaki                    | [ 108 ] |
| 4 tháng 7 – 19 tháng 9   | Tsuredure Children                           | 12     | Studio Gokumi                  | Kaneko Hiraku                   | [ 109 ] |
| 5 tháng 7 – 20 tháng 9   | Netsuzou Trap                                | 12     | Creators in Pack               | Hirasawa Hisayoshi              | [ 110 ] |
| 5 tháng 7 – 20 tháng 9   | Saiyuki Reload Blast                         | 12     | Platinum Vision                | Nakano Hideaki                  | [ 111 ] |
| 6 tháng 7 – 28 tháng 9   | Konbini Kareshi                              | 12     | Pierrot                        | Date Hayato                     | [ 112 ] |
| 6 tháng 7 – 21 tháng 9   | Dive!!                                       | 12     | Zero-G                         | Suzuki Kaoru                    | [ 113 ] |
| 7 tháng 7 – 29 tháng 9   | 18if                                         | 13     | Gonzo                          | Morimoto Kōji                   | [ 114 ] |
| 7 tháng 7 – 29 tháng 9   | Action Heroine Cheer Fruits                  | 12     | Diomedéa                       | Kusakawa Keizō                  | [ 115 ] |
| 7 tháng 7 – 22 tháng 12  | Shōkoku no Altair                            | 24     | MAPPA                          | Furuhashi Kazuhiro              | [ 116 ] |
| 7 tháng 7 – 29 tháng 9   | Chronos Ruler                                | 13     | Project No.9                   | Matsune Masato                  | [ 117 ] |
| 7 tháng 7 – 29 tháng 9   | Made in Abyss                                | 13     | Kinema Citrus                  | Kojima Masayuki                 | [ 118 ] |
| 7 tháng 7 – 22 tháng 9   | Vatican Kiseki Chōsakan                      | 12     | J.C.Staff                      | Yonetani Yoshitomo              | [ 119 ] |
| 8 tháng 7 – 23 tháng 12  | Hitorijime My Hero                           | 12     | Encourage Films                | Hiiro Yukina                    | [ 120 ] |
| 8 tháng 7 – 17 tháng 12  | Ballroom e Yōkoso                            | 24     | Production I.G                 | Itazu Yoshimi                   | [ 121 ] |
| 9 tháng 7 – 24 tháng 9   | Centaur no Nayami                            | 12     | Haoliners Animation League     | Oizaki Fumitoshi, Konno Naoyuki | [ 122 ] |
| 9 tháng 7 – 24 tháng 9   | Princess Principal                           | 12     | Studio 3Hz, Actas              | Tachibana Masaki                | [ 123 ] |
| 10 tháng 7 – 25 tháng 9  | Tenshi no 3P!                                | 12     | Project No.9                   | Yanagi Shinsuke                 | [ 124 ] |
| 11 tháng 7 – 26 tháng 9  | Isekai wa Smartphone to Tomo ni              | 12     | Production Reed                | Takeyuki Yanase                 | [ 125 ] |
| 11 tháng 7 – 19 tháng 12 | Mahōjin Guru Guru                            | 24     | Production I.G                 | Ikehata Hiroshi                 | [ 126 ] |
| 11 tháng 7 – 26 tháng 9  | New Game!! (mùa 2)                           | 12     | Doga Kobo                      | Fujiwara Yoshiyuki              | [ 127 ] |
| 11 tháng 7 – 26 tháng 9  | Musekinin Galaxy Tylor                       | 12     | Seven                          | Kimura Hiroshi                  | [ 128 ] |
| 12 tháng 7 – 27 tháng 9  | Yōkoso Jitsuryoku Shijō Shugi no Kyōshitsu e | 12     | Lerche                         | Kishi Seiji, Hashimoto Hiroyuki | [ 129 ] |
| 12 tháng 7 – 27 tháng 9  | Clione no Akari                              | 12     | Drop                           | Ishikawa Naoya                  | [ 130 ] |
| 12 tháng 7 – 27 tháng 9  | Teekyu (mùa 9)                               | 12     | Millepensee                    | Itagaki Shin                    | [ 131 ] |
| 12 tháng 7 – 13 tháng 9  | Hajimete no Gal                              | 10     | NAZ                            | Hiroyuki Furukawa               | [ 132 ] |
| 12 tháng 7 – 27 tháng 9  | Nora to Ōjo to Noraneko Heart                | 12     | W-Toon Studio, DMM.futureworks | Morii Kenshirō                  | [ 133 ] |
| 13 tháng 7 – 27 tháng 9  | Gamers!                                      | 12     | Pine Jam                       | Okamoto Manabu                  | [ 134 ] |
| 14 tháng 7 – 29 tháng 9  | Jigoku Shōjo: Yoi no Togi                    | 12     | Studio Deen                    | Omori Takahiro                  | [ 135 ] |
| 22 tháng 7 – 7 tháng 10  | The Reflection                               | 12     | Studio Deen                    | Nagahama Hiroshi                | [ 136 ] |

### Tháng 10 - tháng 12
| Ngày phát sóng                | Tựa đề                                                 | Số tập | Hãng sản xuất               | Đạo diễn                            | Ng      |
| ----------------------------- | ------------------------------------------------------ | ------ | --------------------------- | ----------------------------------- | ------- |
| 2 tháng 10 – 18 tháng 12      | UQ Holder!                                             | 12     | J.C.Staff                   | Suzuki Youhei                       | [ 137 ] |
| 3 tháng 10 – 30 tháng 3, 2021 | Black Clover                                           | 170    | Pierrot                     | Yoshihara Tatsuya                   | [ 138 ] |
| 3 tháng 10 – 20 tháng 12      | Shokugeki no Soma: San no Sara - Tootsuki Ressha-hen   | 12     | J.C.Staff                   | Yonetani Yoshitomo                  | [ 139 ] |
| 3 tháng 10 – 26 tháng 12      | Infini-T Force                                         | 12     | Tatsunoko, Digital Frontier | Suzuki Kiyotaka                     | [ 140 ] |
| 3 tháng 10 – 19 tháng 12      | Jūni Taisen                                            | 12     | Graphinica                  | Hosoda Naoto                        | [ 141 ] |
| 3 tháng 10 – 26 tháng 12      | Osake wa fūfu ni natte kara                            | 13     | Creators in Pack            | Hirasawa Hisayoshi, Tachibana Saori | [ 142 ] |
| 3 tháng 12 – 26 tháng 12      | Sengoku Night Blood                                    | 12     | Typhoon Graphics            | Kikuchi Katsuya                     | [ 143 ] |
| 4 tháng 10 – 20 tháng 12      | Konohana Kitan                                         | 12     | Lerche                      | Okamoto Hideki                      | [ 144 ] |
| 4 tháng 10 – 20 tháng 12      | Urahara                                                | 12     | EMT Squared                 | Kubo Amika                          | [ 145 ] |
| 5 tháng 10 – 22 tháng 12      | Dynamic Chord                                          | 12     | Pierrot                     | Kageyama Shigenori                  | [ 146 ] |
| 5 tháng 10 – 28 tháng 12      | Just Because!                                          | 12     | Pine Jam                    | Kobayashi Atsushi                   | [ 147 ] |
| 5 tháng 10 – 21 tháng 12      | Ōsama Game The Animation                               | 12     | Seven                       | Sasaki Noriyoshi                    | [ 148 ] |
| 6 tháng 10 – 22 tháng 12      | Shōjo Shūmatsu Ryokō                                   | 12     | White Fox                   | Takaharu Ozaki                      | [ 149 ] |
| 6 tháng 10 – 22 tháng 12      | Kino no Tabi -the Beautiful World- the Animated Series | 12     | Lerche                      | Taguchi Tomohisa                    | [ 150 ] |
| 6 tháng 10 – 8 tháng 12       | Netojū no Susume                                       | 10     | Signal.MD                   | Yaginuma Kazuyoshi                  | [ 151 ] |
| 6 tháng 10 – 17 tháng 11      | Yūki Yūna wa Yūsha de Aru: Washio Sumi no Shō          | 6      | Studio Gokumi               | Kishi Seiji, Fukuoka Daisei         | [ 152 ] |
| 7 tháng 10 – 23 tháng 12      | Kekkai Sensen & Beyond                                 | 12     | Bones                       | Takayanagi Shigehito                | [ 153 ] |
| 7 tháng 10 – 24 tháng 3, 2018 | ClassicaLoid (mùa 2)                                   | 25     | Sunrise                     | Fujita Yoichi                       | [ 154 ] |
| 7 tháng 10 – 23 tháng 12      | Code: Realize                                          | 12     | M.S.C                       | Yamamoto Hideyo                     | [ 155 ] |
| 7 tháng 10 – 23 tháng 12      | Dies Irae                                              | 11     | A.C.G.T                     | Kudo Susumu                         | [ 156 ] |
| 7 tháng 10 – 30 tháng 3, 2018 | Garo: Vanishing Line                                   | 24     | MAPPA                       | Park Sunghoo                        | [ 157 ] |
| 7 tháng 10 – 31 tháng 12      | Hōzuki no Reitetsu (mùa 2)                             | 13     | Studio Deen                 | Yoneda Kazuhiro                     | [ 158 ] |
| 7 tháng 10 – 23 tháng 12      | Hōseki no Kuni                                         | 12     | Orange                      | Kyōgoku Takahiko                    | [ 159 ] |
| 7 tháng 10 – 30 tháng 12      | Love Live! Sunshine!! (mùa 2)                          | 13     | Sunrise                     | Sakai Kazuo                         | [ 160 ] |
| 7 tháng 10 – 24 tháng 3, 2018 | Mahō Tsukai no Yome                                    | 24     | Wit Studio                  | Naganuma Norihiro                   | [ 161 ] |
| 7 October – 30 March 2019     | Pingu in the City                                      | 52     | Polygon Pictures            | Iwata Naomi                         | [ 162 ] |
| 7 tháng 10 – 30 tháng 12      | The Idolmaster SideM                                   | 13     | A-1 Pictures                | Kuroki Miyuki, Harada Takahiro      | [ 163 ] |
| 7 tháng 10 – 24 tháng 3, 2018 | Time Bokan: Gyakushū no San Akunin                     | 24     | Tatsunoko Production        | Inagaki Takayuki                    | [ 164 ] |
| 7 tháng 10 – 23 tháng 12      | Two Car                                                | 12     | Silver Link                 | Tamura Masafumi                     | [ 165 ] |
| 8 tháng 10 – 24 tháng 12      | Anime-Gataris                                          | 12     | Wao World                   | Kenshirō Morii                      | [ 166 ] |
| 8 tháng 10 – 24 tháng 12      | Imōto sae ireba ii.                                    | 12     | Silver Link                 | Ōnuma Shin                          | [ 167 ] |
| 8 tháng 10 – 24 tháng 12      | Blend S                                                | 12     | A-1 Pictures                | Masuyama Ryōji                      | [ 168 ] |
| 8 tháng 10 – 1 tháng 4, 2018  | Cardfight!! Vanguard GZ                                | 24     | OLM                         | Kondo Nobuhiro                      | [ 169 ] |
| 8 tháng 10 – 24 tháng 12      | Kujira no Kora wa Sajō ni Utau                         | 12     | J.C.Staff                   | Ishiguro Kyōhei                     | [ 170 ] |
| 8 tháng 10 – 24 tháng 12      | Himouto! Umaru-chan R                                  | 12     | Doga Kobo                   | Outa Masahiko                       | [ 171 ] |
| 9 tháng 10 – 7 tháng 1, 2018  | Wake Up, Girls! Shin Shō                               | 12     | Millepensee                 | Itagaki Shin                        | [ 172 ] |
| 12 tháng 10 – 22 tháng 12     | Inuyashiki                                             | 11     | MAPPA                       | Sato Keiichi, Yabuta Shuhei         | [ 173 ] |
| 12 tháng 10 – 13 tháng 12     | Boku no Kanojo ga Majime Sugiru Shojo Bitch na Ken     | 10     | Diomedéa, Studio Blanc      | Nagayama Nobuyoshi                  | [ 174 ] |
| 24 tháng 11 – 5 tháng 1, 2018 | Yūki Yūna wa Yūsha de Aru: Yūsha no Shō                | 6      | Studio Gokumi               | Kishi Seiji, Fukuoka Daisei         | [ 152 ] |